# Abbaye de Schönau
L’abbaye de Schönau est une ancienne abbaye cistercienne, située en Bade-Wurtemberg. Fondée au milieu du XIIe siècle, elle est fermée par la Réforme en 1556 ; son église est détruite, mais le réfectoire est préservé ; il a été transformé en église paroissiale luthérienne.

## Localisation
L'abbaye de Schönau est située au cœur du village éponyme, dans la vallée du Steinbach, petit affluent de rive droite du Neckar, à l'intérieur du massif de l'Odenwald. À vol d'oiseau, elle est située à une dizaine de kilomètres à l'est de la ville de Heidelberg, et à moins de quinze kilomètres à l'ouest de son abbaye-mère d'Eberbach.

## Histoire

### Fondation
L'abbaye est fondée à la demande de l'évêque de Worms Burchard II en 1142, qui en fait directement la demande au chapitre général cistercien. Celui-ci charge l'abbé d'Eberbech, située sur le diocèse concerné, de trouver le site adapté. C'est chose faite en 1145 ; le 21 mars de cette année, les cisterciens arrivent à Schönau.

### Au Moyen Âge

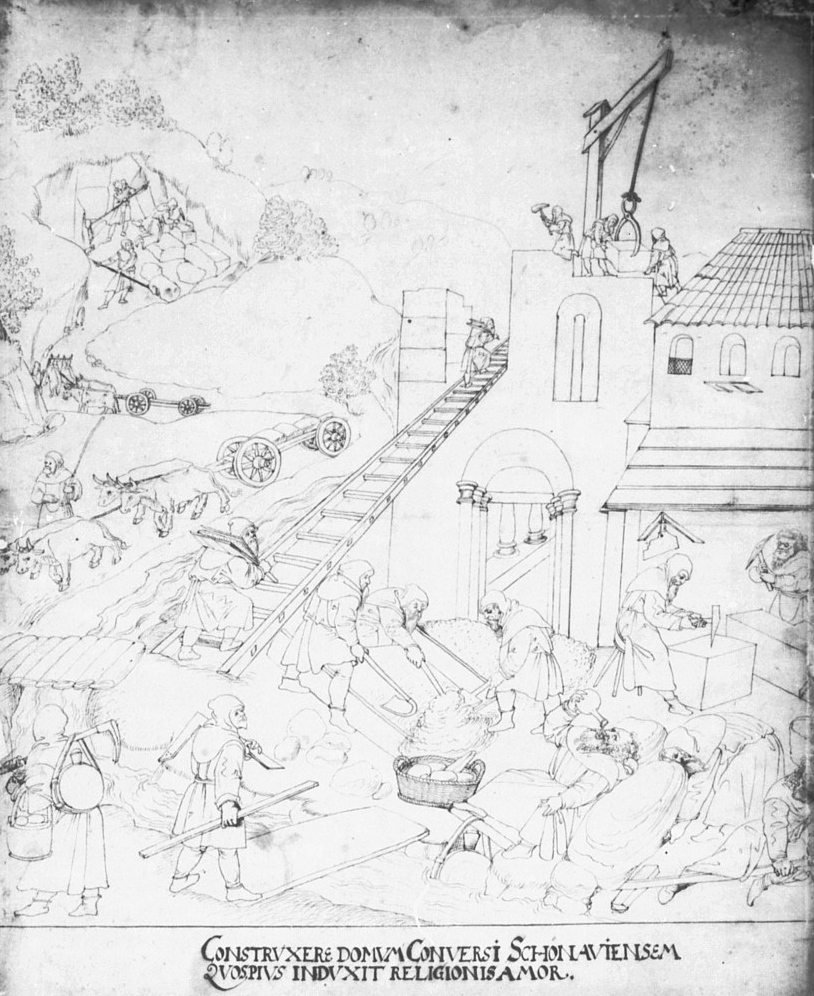
La construction de l'aile des convers, peinture du XVIe siècle.

#### Prospérité économique
Dès 1169, Frédéric Barberousse prend l'abbaye sous la protection impériale. Les chartes de fondation sont par ailleurs confirmées par Innocent III en 1204, ce qui exonère Schönau de toute dîme sur les terres cultivées ou incultes, sur la pêche et sur l'élevage. Le droit canon leur reconnaît une extraterritorialité vis-à-vis des autorités diocésaines, que ce soit en matière de contrôle de l'évêque, d'obligation d'assister aux réunions synodales ou de choix de l'abbé, affaire qui ne relevait que des religieux seuls.
La vallée du Steinbach, mais aussi les vallées proches du Neckar et du Rhin, sont mises en culture par les moines, qui bâtissent des granges gérées par les convers. Mais, à la différence des habitudes cisterciennes, qui sont de s'établir dans des lieux isolés, ceux de Schönau construisent de nombreux établissements en ville, où ils commercialisent leurs excédents agricoles : pas moins de quarante édifices à Heidelberg même, mais aussi à Worms, Spire et même jusqu'à Francfort.
L'abbaye acquiert ainsi une grande puissance financière, qu'elle est contrainte de mettre au service des intérêts politiques locaux, notamment en soutenant l'université de Heidelberg, mais aussi en participant à l'effort de guerre de certains princes. À partir de 1500, les difficultés financières s'accroissent et l'abbaye doit vendre une partie de ses possessions.

#### Prospérité spirituelle

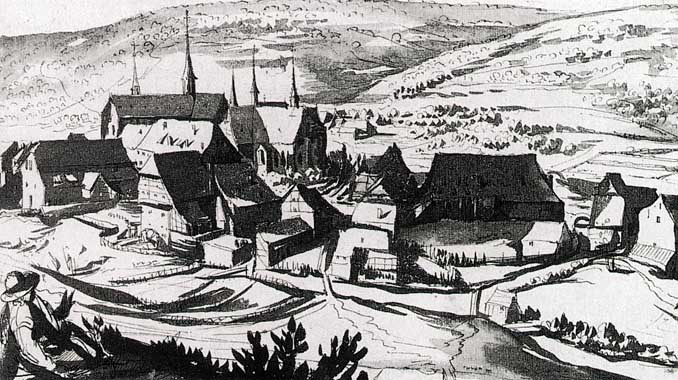
L'abbaye de Schönau juste après sa dissolution, en 1560.

La croissance de la nouvelle abbaye, ainsi protégée, est rapide. En 1189 ou 1190, Schönau est à son tour en mesure de fonder une abbaye-fille, celle de Bebenhausen, ancienne abbaye de Prémontrés abandonnée. À l'apogée du développement de l'abbaye, celle-ci compte environ trois cents moines, plus autant de frères convers. Aux débuts, les abbés étaient surtout issus de milieux aristocratiques ; par la suite, ce sont majoritairement des moines issus de classes moyennes.
Schönau attire donc de nombreuses vocations, ce qui lui vaut une surprise de taille. En 1186, un novice se présente à l'abbaye et y est admis sous le nom de « Frère Joseph ». Deux ans plus tard, épuisé par les travaux manuels, il y meurt. Ce n'est que durant la toilette mortuaire qu'on se rend compte que ce novice était en réalité une femme, Hildegonde ; elle est depuis vénérée comme sainte dans l'Église catholique

### La dissolution
L'abbaye est dissoute en 1556, à la suite de la Réforme.

## L'abbaye

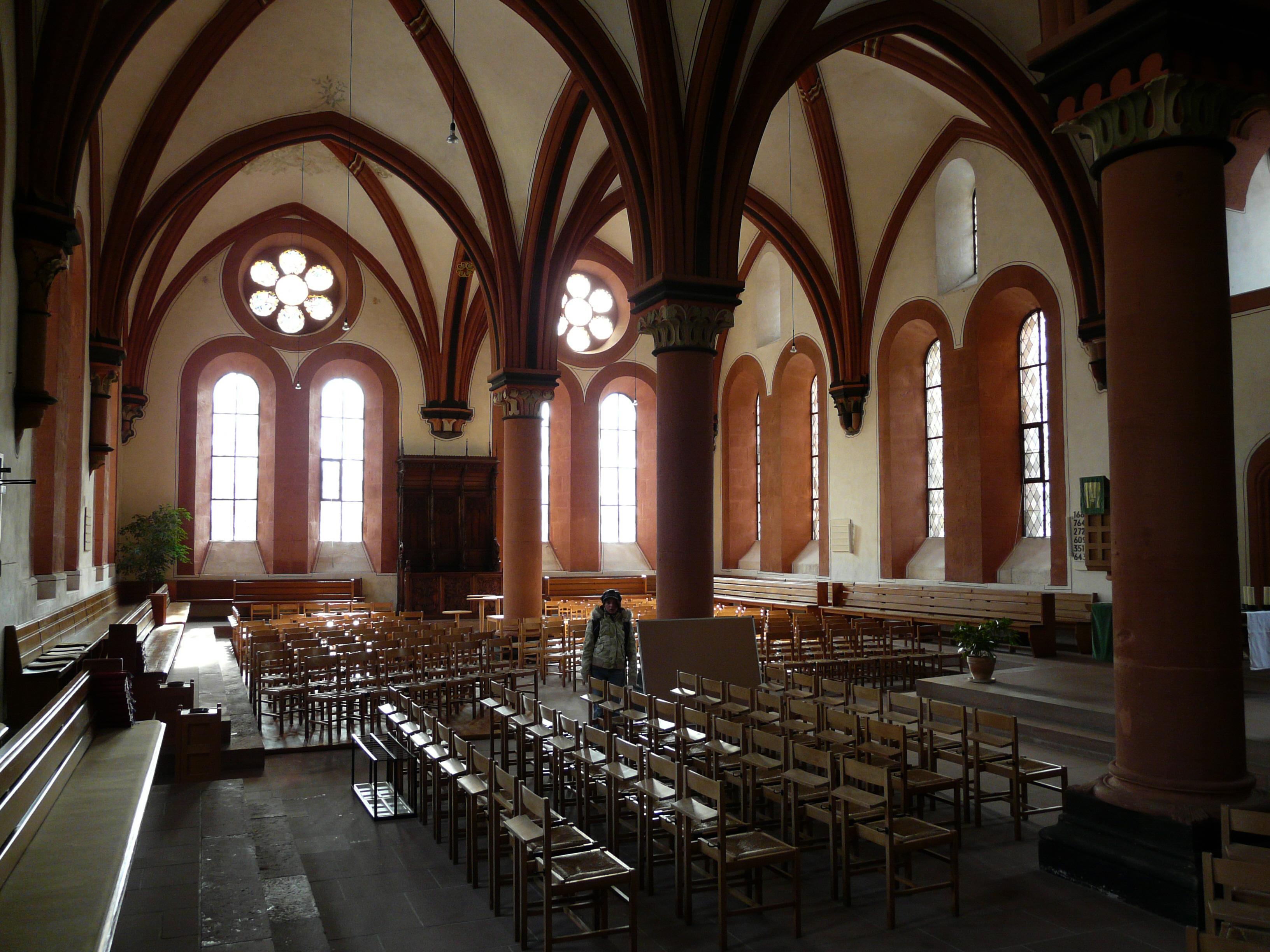
L'ancien réfectoire des moines, devenu une église luthérienne depuis 1556.

L'abbaye reprend les principes architecturaux et les proportions de l'abbaye-mère d'Eberbach : l'abbatiale située au nord du cloître, vaste (plus grande que celle de Maulbronn), le réfectoire côté sud. C'est ce réfectoire qui a été conservé et est utilisé comme église protestante aujourd'hui.

## L'abbaye de Schönau dans la littérature
C'est principalement l'histoire d'Hildegonde qui a inspiré les écrivains. Ainsi, Albert Ludewig Grimm (de) a écrit Die heilige Hildegunde zu Schönau, une légende de Sainte Hildegonde.
L'essayiste québécois Jacques Gauthier, lui-même ancien moine trappiste, consacre aussi à la religieuse camouflée son premier roman Le secret d'Hildegonde.